# Skarhult
Skarhult (før 1658 dansk: Skarholt) er kirkeby i Skarhults socken i Eslövs kommun i Skåne län, beliggende øst for Eslöv. I Skarhult ligger Skarhult slot og Skarhult kirke fra 1100-tallet.
55°49′00″N 13°23′00″Ø / 55.81667°N 13.38333°Ø